# Ozerna, Bila Țerkva
Ozerna (în ucraineană Озерна) este localitatea de reședință a comunei Ozerna din raionul Bila Țerkva, regiunea Kiev, Ucraina.

## Demografie
Componența lingvistică a localității Ozerna
     Ucraineană (98,69%)
     Rusă (1,24%)
     Alte limbi (0,07%)
Conform recensământului din 2001, majoritatea populației localității Ozerna era vorbitoare de ucraineană (98,69%), existând în minoritate și vorbitori de rusă (1,24%).